# Гитов

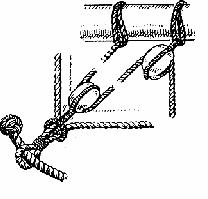

Ги́тов (ге́йтоув) (от нидерл. geitouw, от gei и touw — «трос») — снасть бегучего такелажа, с помощью которой подтягивают шкотовые углы прямых парусов под середину реев. В каждом шкотовом углу прямого паруса предусмотрен свой гитов. Его коренной конец крепят на рее недалеко от мачты, ведут к блоку в шкотовом углу паруса, затем снова к рею. После этого гитов проводят через гитов-блок, находящийся вблизи места крепления коренных концов и через блок, закрепленный на вантах вниз, где крепят на утке или нагельной планке у пяртнерса мачты.
На косых парусах (триселях) гитовом подтягивают заднюю шкаторину к гафелю или мачте. Гитов, подтягивающий шкаторину к гафелю, называют «верхним гитовом», а подтягивающий к мачте — «нижним гитовом». Коренной гитов крепят посередине задней шкаторины триселей и проводят через блок под пяткой гафеля.
К названию гитовов добавляют наименование паруса, который они обслуживают, например: «фор-марса-гитов», «грот-брам-гитов», «бизань-гитов».
При снаряжении данной снасти такелажа используют гитов-блок (глухой блок) — специальный блок с закрытым шкивом, конструкция которого исключает попадание парусины между шкивом и гитовом во время уборки паруса.